# Anton Antonovich Delvig

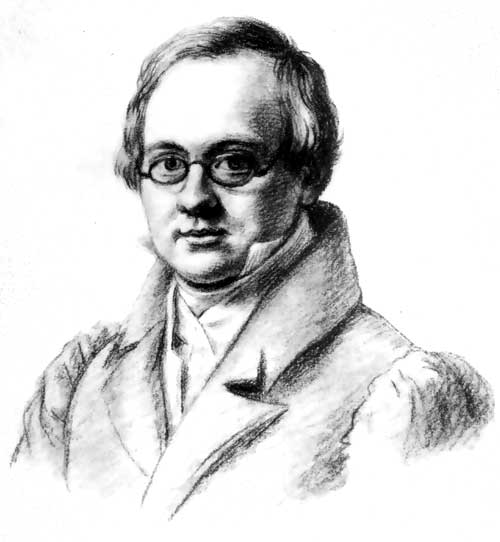
Anton Delvig

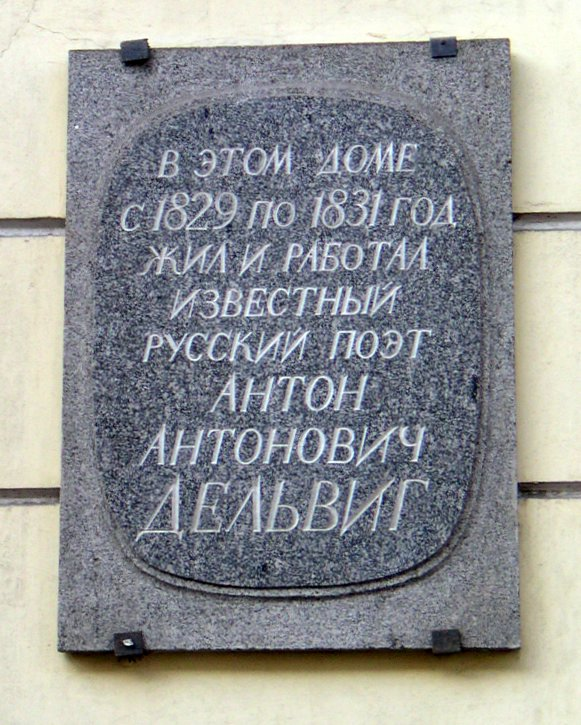
Một bia tưởng niệm Anton Delvig

Anton Antonovich Delvig (tiếng Nga: Анто́н Анто́нович Де́львиг; 6 tháng 8 năm 1798 – 14 tháng 1 năm 1831) là nhà thơ Nga, bạn thân của Aleksandr Sergeyevich Pushkin.

## Tiểu sử
Anton Delvig sinh ở Moskva trong một gia đình quý tộc. Đầu tiên học ở trường pansion, sau đó học Tsarskoye Selo Lyceum cùng với Pushkin. Anton Delvig lười học nhưng biết làm thơ từ rất sớm và năm 1814 đã in thơ ở tạp chí Вестник Европы. Ông từng làm việc ở Bộ tài nguyên, Bộ tài chính, sau đó làm ở Thư viện Hoàng gia và cuối cùng làm ở Bộ nội vụ nhưng ở đâu ông cũng nổi tiếng là một người không yêu thích công việc của mình. Năm 1825 ông cưới vợ, trong gia đình thường tổ chức những buổi dạ hội văn thơ và âm nhạc mà những bạn bè của ông, là những nhà văn, nhà thơ nổi tiếng thường góp mặt. Cũng trong thời gian này ông tham gia hoạt động xuất bản, in nhiều hợp tuyển văn thơ có giá trị.
Di sản văn học của ông không lớn, cũng như trong mọi công việc, trong thơ ca ông cũng nổi tiếng là một người lười viết, tuy nhiên, nhiều bài thơ trữ tình của ông dành cho ông một vị trí trong các nhà thơ lớn của thế kỷ vàng của thơ Nga. Đối với những người nghiên cứu lịch sử văn học thì ông là người bạn thân của Pushkin mà trong một bức thư Pushkin viết: "...Chẳng có ai trên đời này thân thiết hơn với tôi bằng Delvig... Thiếu Delvig thì chúng tôi chắc chắn là những kẻ mồ côi".
Anton Delvig mất ở Sankt-Peterburg.

## Tác phẩm
- Полное собрание сочинений — в «Библиотеке Севера» за июль 1893 г., под ред. В. В. Майкова
- Полн. собр. стихотворений. Вступ. ст. Б. Томашевского, 2 изд., Л., 1959 *Стихотворения, М. - Л., 1963
- Дельвиг А.А. Сочинения. Л., 1986

## Một vài bài thơ
| Любовь Что есть любовь? Несвязный сон. Сцепление очарований! И ты в объятиях мечтаний То издаешь унылый стон, То дремлешь в сладком упоенье, Кидаешь руки за мечтой И оставляешь сновиденье С больной, тяжелой головой. Застольная песня Ничто не бессмертно, не прочно Под вечно изменной луной, И всё расцветает и вянет, Рождённое бедной землей. И прежде нас много веселых, Любило и пить и любить: Нехудо гулякам усопшим Веселья бокал посвятить. И после нас много веселых, Полюбят любовь и вино, И в честь нам напенят бокалы, Любившим и пившим давно. Теперь мы доверчиво, дружно И тесно за чашей сидим. О дружба, да вечно пылаем Огнем мы бессмертным твоим! | Tình yêu Yêu là gì? Một giấc mơ rời rạc. Là sự hòa nhập quyến rũ, say mê Và khi ta ôm ấp những ước mơ Thì sẽ thốt ra những lời thổ thức. Rồi mơ màng trong say sưa ngọt lịm Đưa bàn tay để nắm bắt ước mơ Còn khi giấc mộng bắt đầu giã từ Để lại cái đầu đớn đau và nặng. Bài ca chúc rượu Không có gì bất tử hay vững chãi Dưới ánh trăng này muôn thuở đổi thay Vì tất cả nở hoa rồi tàn lụi Những gì sinh ra trên mặt đất này. Và trước chúng ta đã từng vui vẻ Đã từng yêu nhau, từng uống rượu say Sẽ tốt lành, ta uống cốc rượu này Chúc những ai đã từng trong quá khứ. Rồi sau ta sẽ còn nhiều vui nữa Còn yêu nhau và còn uống rượu vang Và người ta lại nâng cốc chúc mừng Cho những ai đã từ lâu yên ngủ. Ta bây giờ cả tin và vui vẻ Và quây quần bên chén rượu ta ngồi Ôi tình bạn, cháy lên bằng ngọn lửa Đốt ta bằng vẻ bất tử của ngươi. Bản dịch của Nguyễn Viết Thắng. |